# Brydning under sommer-OL 2016 - 48 kg fristil (damer)
Kvindernes 48 kg fristil under sommer-OL 2016 i Rio de Janeiro fandt sted den 17. august 2016.

## Medaljefordeling
| Guld       | Sølv           | Bronze    | Bronze         |
| Eri Tosaka | Mariya Stadnik | Sun Yanan | Elitsa Yankova |

## Rangering
| Rang | Atlet                   |
| ---- | ----------------------- |
| 1    | Eri Tosaka (JPN)        |
| 2    | Mariya Stadnik (AZE)    |
| 3    | Sun Yanan (CHN)         |
| 3    | Elitsa Yankova (BUL)    |
| 5    | Zhuldyz Eshimova (KAZ)  |
| 5    | Patricia Bermúdez (ARG) |
| 7    | Iwona Matkowska (POL)   |
| 8    | Carolina Castillo (COL) |
| 9    | Haley Augello (USA)     |
| 10   | Vinesh Phogat (IND)     |
| 11   | Milana Dadasheva (RUS)  |
| 12   | Jasmine Mian (CAN)      |
| 13   | Kim Hyon-gyong (PRK)    |
| 14   | Mercy Genesis (NGR)     |
| 15   | Jessica Blaszka (NED)   |
| 16   | Chov Sotheara (CAM)     |
| 16   | Rebecca Muambo (CMR)    |
| 18   | Alina Vuc (ROU)         |